# The World Won't Listen
The World Won't Listen é uma coletânea musical da banda britânica de rock The Smiths, lançada no Reino Unido em 23 de fevereiro de 1987 pela gravadora Rough Trade. Esse é o segundo de três álbuns de compilação – seguindo Hatful of Hollow e seguido por Louder Than Bombs – lançados pela banda na década de 1980. Alcançou o 2º lugar na parada de álbuns do Reino Unido, permanecendo nas paradas por 15 semanas.
O álbum foi concebido como uma coleção dos singles da banda e de seus lados B de 1985 a 1987. Além disso, o single descartado "You Just Haven't Earned It Yet, Baby" (rejeitado por "Shoplifters of the World Unite") e a canção de maior sucesso da banda, "There Is a Light That Never Goes Out" (preterida em lançamento como single em favor de "Bigmouth Strikes Again"), foram incluídos.
O título reflete a crença de Morrissey de que a rádio mainstream e o público de discos não estavam prestando atenção na banda. A coletânea foi sucedida três meses depois por Louder Than Bombs, lançado nos Estados Unidos pela Rough Trade e apresentando uma lista de faixas semelhante, porém estendida. The World Won't Listen contém duas versões de canções que não aparecem em Louder Than Bombs: a versão do single de "The Boy with the Thorn in His Side" e a versão do single de "That Joke Isn't Funny Anymore". Além disso, contém versões diferentes de duas canções que apareceriam em Louder Than Bombs: "Stretch Out and Wait" apresentando um vocal alternativo, e "You Just Haven't Earned It Yet, Baby" em uma mixagem diferente.

## Capa
A capa do CD para The World Won't Listen é baseada na versão em cassete da capa; o álbum original apresentava uma imagem maior de uma cena de uma feira da década de 1960. A capa foi concebida por Morrissey, usando uma foto de Jürgen Vollmer do livro Rock 'N' Roll Times: The Style and Spirit of the Early Beatles and Their First Fans.

## Lançamento
O álbum foi lançado em 23 de fevereiro de 1987, exclusivamente no Reino Unido. Ele chegou às paradas de sucesso pela primeira vez em 3 de março de 1987, permanecendo no top 100 por 15 semanas e chegando ao 2º lugar. The World Won't Listen voltou ao top 100 do Reino Unido por duas semanas em 1995, após seu relançamento pela gravadora WEA. Em 2011, The World Won't Listen foi incluído no box set Complete.
Em alguns territórios, uma segunda edição do LP duplo foi lançada com 12 faixas adicionais no disco extra. As 12 faixas extras são principalmente originadas (em ordem) de Louder Than Bombs, bem como dos lados B: "Panic" e "The Draize Train", que de outra forma também não aparece. A reedição de 2011 substituiu a versão do single de "The Boy With a Thorn in His Side" pela versão do álbum. Também digno de nota é o fato de que "Ask" aparece em The World Won't Listen e Louder Than Bombs em uma mixagem ligeiramente diferente e maior do que sua versão do single.

## Faixas
Lado A
Todas as letras escritas por Morrissey, todas as músicas compostas por Johnny Marr, exceto as indicadas.
| N.º | Título                                 | Duração |  |
| 1.  | "Panic"                                | 2:21    |  |
| 2.  | "Ask"                                  | 3:11    |  |
| 3.  | "London"                               | 2:07    |  |
| 4.  | "Bigmouth Strikes Again"               | 3:13    |  |
| 5.  | "Shakespeare's Sister"                 | 2:08    |  |
| 6.  | "There Is a Light That Never Goes Out" | 4:05    |  |
| 7.  | "Shoplifters of the World Unite"       | 2:58    |  |
| 8.  | "The Boy with the Thorn in His Side"   | 3:16    |  |
| 9.  | "Money Changes Everything" (Marr)      | 4:43    |  |

Lado B
| N.º | Título                                 | Duração |  |
| 1.  | "Asleep"                               | 4:10    |  |
| 2.  | "Unloveable"                           | 3:56    |  |
| 3.  | "Half a Person"                        | 3:56    |  |
| 4.  | "Stretch Out and Wait"                 | 2:45    |  |
| 5.  | "That Joke Isn't Funny Anymore"        | 3:49    |  |
| 6.  | "Oscillate Wildly" (Marr)              | 3:26    |  |
| 7.  | "You Just Haven't Earned It Yet, Baby" | 3:31    |  |
| 8.  | "Rubber Ring"                          | 3:48    |  |
| 9.  | "Golden Lights" (Twinkle)              | 2:41    |  |

#### Edição dupla
Lado C
| N.º | Título                           | Duração |  |
| 1.  | "Is It Really So Strange?"       | 3:04    |  |
| 2.  | "Sheila Take a Bow"              | 2:41    |  |
| 3.  | "Sweet and Tender Hooligan"      | 3:13    |  |
| 4.  | "Girl Afraid"                    | 2:48    |  |
| 5.  | Sem título                       | 2:11    |  |
| 6.  | "Heaven Knows I'm Miserable Now" | 3:34    |  |

Lado D
| N.º | Título                                        | Duração |  |
| 1.  | "Golden Lights" (Twinkle)                     | 2:39    |  |
| 2.  | "The Draize Train"                            | 3:27    |  |
| 3.  | "Back to the Old House"                       | 3:05    |  |
| 4.  | "Hand in Glove"                               | 3:13    |  |
| 5.  | "Please Please Please Let Me Get What I Want" | 1:52    |  |
| 6.  | "This Night Has Opened My Eyes"               | 3:40    |  |

## Ficha técnica
The Smiths
- Morrissey – vocais
- Johnny Marr – guitarra, piano, guitarra slide (em "Panic"[4] e "That Joke Isn't Funny Anymore"),[11] gaita (em "Ask"),[12] bandolim (em "Golden Lights"), marimba (em "The Boy with the Thorn in His Side")[13]
- Andy Rourke – baixo
- Mike Joyce – bateria, tamborim (em "Stretch Out and Wait")[14]

Músicos adicionais
- Craig Gannon – guitarra rítmica (em "Panic", "Ask", "London", "Half a Person", "You Just Haven't Earned It Yet, Baby" e "Golden Lights"), guitarra solo (no coda de "London"),[15] bandolim (em "Golden Lights")[16]

- Kirsty MacColl – vocais de apoio (em "Ask" e "Golden Lights")
- John Porter – efeitos sonoros (em "Ask"),[17] bateria eletrônica e baixo (em "Golden Lights")[18]
- Stephen Street – bateria eletrônica adicional (em "London"), efeitos sonoros (em "Asleep"),[19] sampler (em "Rubber Ring")[20]

Produção
- Johnny Marr – produção (faixa 7)
- Johnny Marr, Morrissey e Stephen Street – produção (faixa 3 e 12)
- Morrissey e Marr – produção (faixas 4, 6, 10–11, 17)
- John Porter – produção (faixas 1–2, 9, 16, 18)
- The Smiths – produção (faixas 5, 8, 13–15)

## Paradas
| Paradas (1987)                | Melhor posição |
| ----------------------------- | -------------- |
| Austrália (Kent Music Report) | 25             |
| Reino Unido (OCC)             | 2              |